# سوکرجا
سوکرجا(اندونزیایی: Sukaraja) شهری در استان جاوه غربی کشور اندونزی است. جمعیت این شهر بر اساس سرشماری سال ۲۰۰۰ میلادی ۱۴۷٫۳۶۲ تن بوده که در سال ۲۰۰۷ میلادی به ۱۶۱٫۱۷۹ نفر افزایش یافته‌است.